# GRB 190114C
GRB 190114C е гама експлозия от галактика на 4,5 милиарда светлинни години (z=0.4245; магнитуд=15.60est) в близост до съзвездие Пещ, регистрирана от космическите телескопи на НАСА Swift-BAT и гама-лъчев космически телескоп Ферми на 14 януари 2019 г. Регистрираните фотони са с енергия тераелектронволт от обратно разсейване на Комптън. Според астрономите е наблюдаван широк диапазон от честоти на електромагнитно излъчване. Това е най-мощната регистрирана дотогава експлозия на гама-лъчи.  Фотоните идващи от обекта имат най-високата наблюдавана енергия: 1 тераелектронволта (TeV) – около един трилион пъти по-висока енергия от фотоните на видимата светлина; друг източник заявява, „най-ярката светлина, виждана някога от Земята досега, най-голямата експлозия във Вселената след Големия взрив“.

## Значение
Последните публикации след събитието показват, че обратното комптъново разсейване е механизмът, отговорен за възникването на високоенергетични TeV фотони. Рентгеновите фотони са излъчени от потоци електрони, движещи се със скорост близка до скоростта на светлината – 0.9999c. При обратно комптъново разсейване голяма част от енергията на релативистките електрони се преобразува във фотони. Изследователите се опитват да наблюдават такава високоенергийна гама експлозия от дълго време и затова събитието се счита за крайъгълен камък във високоенергийната астрофизика".